# Llista de capítols de Bleach
|  | Aquest article tracta sobre els volums del manga. Vegeu-ne altres significats a «Llista d'episodis de Bleach». |

Bleach és una sèrie de manga escrita i dibuixada per Tite Kubo. Va serialitzar-se durant quinze anys a la revista Shōnen Jump de Shūeisha. Es va publicar per primera vegada el 7 d'agost de 2001 i va acabar de publicar-se el 22 d'agost de 2016. Va tenir un total de 698 capítols que van ser recopilats en 74 volums tankōbon, publicats entre el 5 de gener de 2002 i el 4 de novembre de 2016.
A Catalunya el manga va arribar en català gràcies a l'editorial Glénat el 20 d'abril de 2007. Aquesta editorial va editar el manga fins al 40è volum el juliol de 2012 (ara amb la marca EDT), ja que va fer fallida. Des d'aleshores Panini Comics la va rellevar, la qual va publicar el 41è volum l'abril de 2013 i va continuar publicant el manga fins al 48è volum, el 24 de maig de 2017, moment en què la sèrie va ser cancel·lada.

## Publicació
| - 001. Death & Strawberry - 002. Starter - 003. HeadHittin' - 004. WHY DO YOU EAT IT? - 005. Binda.blinda - 006. microcrack. - 007. The Pink Cheeked Parakeet |

| - 008. Chase Chad Around - 009. Monster and a transfer (Struck down) - 010. Monster and a transfer pt.2 (The Deathberry) - 011. Back (Leachbomb or Mom) - 012. The Gate of The End - 013. BAD STANDARD - 014. School Daze !!! - 015. Jumpin' Jack, Jolted - 016. Wasted but Wanted |

| - 017. 6/17 - 018. 6/17 op.2 "Can't Smile Don't Blame" - 019. 6/17 op.3 "memories in the rain" - 011. 6/17 op.4 "face again" - 012. 6/17 op.5 "Noi lluitador" - 013. 6/17 op.6 "BATTLE ON GRAVEYARD" - 014. 6/17 op.7 "Consciència afuada, fulla escapçada" - 015. 6/17 op.8 "All One Way Symphaties" - 016. 6/17 op.9 "Noi lluitador 2 (The Cigar Blues Mix)" |

| - 026. Paradise Is Nowhere - 027. Spirits Ain't Always WITH US - 028. Symptom of Synesthesia - 029. Stop that stupid!! - 030. Second Contact (it was outside the scope of our understanding) - 031. HEROES CAN SAVE YOU - 032. Hero is Always With Me? - 033. ROCKIN' FUTURE 7 - 034. Quincy Archer Hates You |

| - 035. Can You Be My Enemy? - 036. Cap a la mort, per la venjança - 037. Crossing The Rubicon - 038. BENT - 039. Rightarm of The Giant - 040. Grow? - 041. Princess & Dragon - 042. Princess & Dragon. PART 2. "The Majestic" - 043. Princess & Dragon. PART 3. "Six flowers" |

| - 044. Awaken (to the Threat) - 045. Point of Purpose - 046. Karneades ~Back to Back - 047. Back to Back ~Tearing Sky - 048. Gran Menos - 049. unchained. - 050. Quincy Archer Hates You. Part 2 (Blind But Bleed Mix) - 051. DEATH 3 - 052. Needless Emotions |

| - 053. Nice to meet you, I will beat you - 054. Un nen que no sap ni preguntar un nom - 055. SHUT - 056. broken coda - 057. Unfinished July Rain - 058. blank - 059. Lesson 1: One Strike! + Jailed at Home - 060. Lesson 1-2: DOWN!! - 061. Lesson 2: Shattered shaft |

| - 062. Lesson 2-2: Bad Endin' In The Shaft - 063. Lesson 2-3: Innercircle Breakdown - 064. BACK IN BLACK - 065. Collisions - 066. THE BLADE AND ME - 067. End of Lessons - 068. Les últimes vacances d'estiu - 069. 25:00 gathering - 070. Where Hollows Fear To Tread |

| - 071. INTRUDERZ - 072. The Superchunk - 073. Drizzly Axes - 074. Armlost, Armlost - 075. Pluja De Sang - 076. Boarrider Comin' - 077. Em Dic Ganju - 078. meeT iT aT basemenT - 079. FOURTEEN DAYS FOR CONSPIRACY |

| - 080. The Shooting Star Project - 081. Twelve Tone Rendezvous - 082. Conflictable Composition - 083. COME WITH ME - 084. The Shooting Star Project 2 (Tattoo On The Sky) - 085. INTRUDERZ 2 (Breakthrough the roof mix) - 086. Making Good Relations, OK? - 087. Dancing With Spears - 088. SO UNLUCKY WE ARE - 088.5. KARAKURA SUPER HEROES |

| - 089. Masterly! And Farewell! - 090. See You Under a Firework - 091. KING OF FREISCHÜTZ - 092. Masterly! And Farewell! (Reprise) - 093. Steer for the Star - 094. Gaol Named Remorse - 095. CRUSH - 096. BLOODRED CONFLICT - 097. Talk About Your Fear - 098. L'estrella i el gos del carrer |

| - 099. Dead Black War Cloud - 100. Com una flor en un penya-segat - 101. Split Under the Red Stalk - 102. Nobody Beats - 103. Dominion - 104. The Undead - 105. Spring, Spring, Meets The Tiger - 106. Cause For Confront - 107. Heat In Trust - 0.8. a wonderful error |